# Weitbruch
Weitbruch é uma comuna francesa na região administrativa de Grande Leste, no departamento Baixo Reno. Estende-se por uma área de 15,08 km². Em 2010 a comuna tinha 2 839 habitantes (densidade: 188,3 hab./km²).